# رتنباخ ام اوربرگ
رتنباخ ام اوربرگ (به آلمانی: Rettenbach am Auerberg) یک شهر در آلمان است که در استالگوی واقع شده‌است.